# Lafare
Lafare est une commune française située dans le département de Vaucluse, en région Provence-Alpes-Côte d'Azur.

## Géographie

### Localisation
Commune située à 4 km de Beaumes-de-Venise et 38 km d'Avignon.
|          | Suzette           |                |
| Gigondas | Lafare            | la Roque-Alric |
|          | Beaumes-de-Venise |                |

### Voies de communications et transports

#### Voies routières
La route départementale 90 qui vient du sud est une petite route sinueuse qui escalade la montagne pour permettre l'accès au village puis continue son chemin vers la commune voisine de Suzette. À noter aussi la route départementale 90a qui va à l'est vers La Roque-Alric.

#### Transports en commun
- Transport en Provence-Alpes-Côte

##### Lignes SNCF
- Gare d'Avignon TGV.

### Géologie et relief
La chaîne des Dentelles de Montmirail est la partie la plus occidentale du massif des Baronnies et constitue la première avancée des Alpes dans la vallée du Rhône. Il s'agit d'une série de dalles rocheuses du Tithonien (Jurassique) reposant sur des sols calcaires.

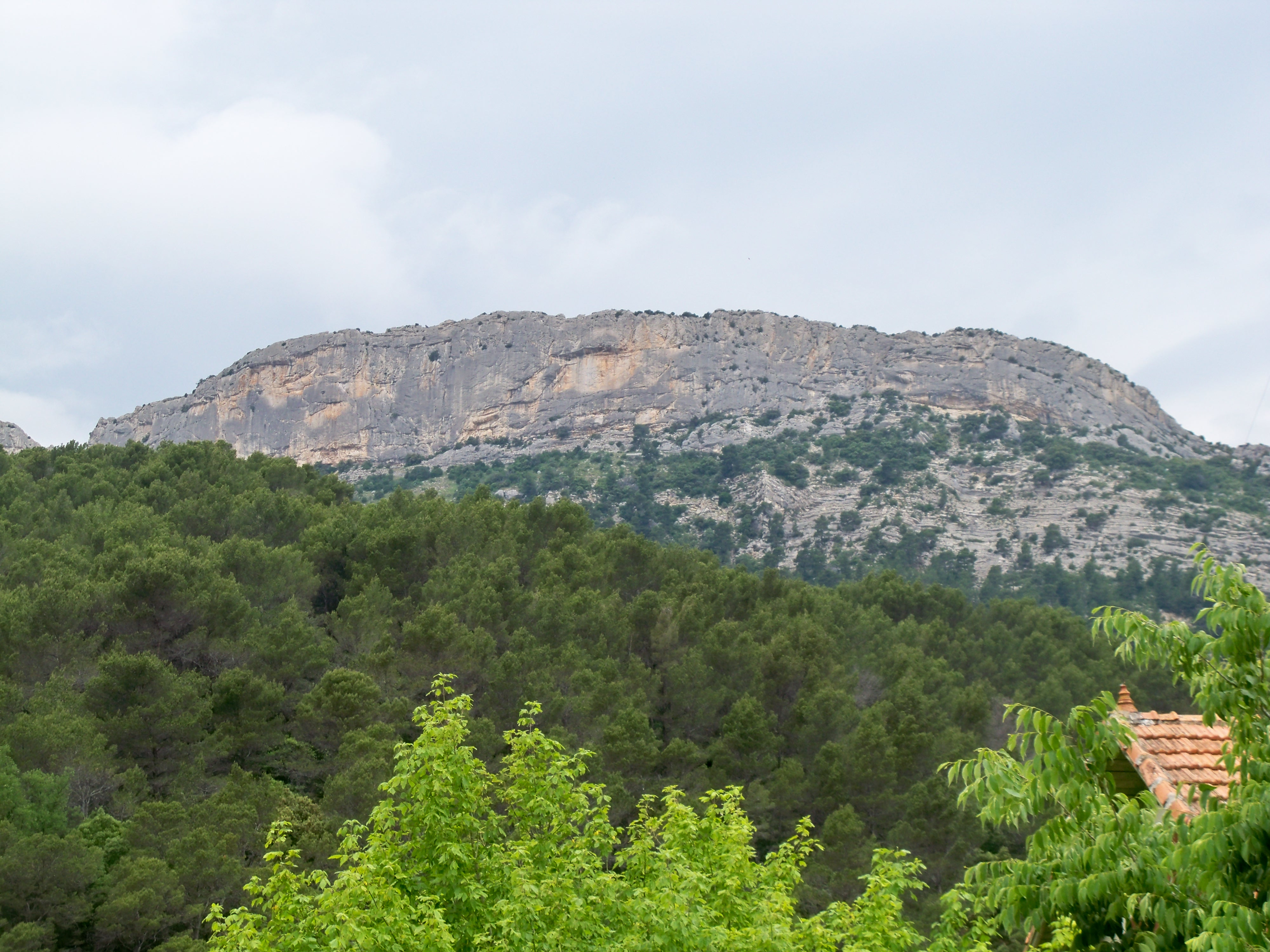
Le Clapis des Dentelles de Montmirail, vue de Lafare.
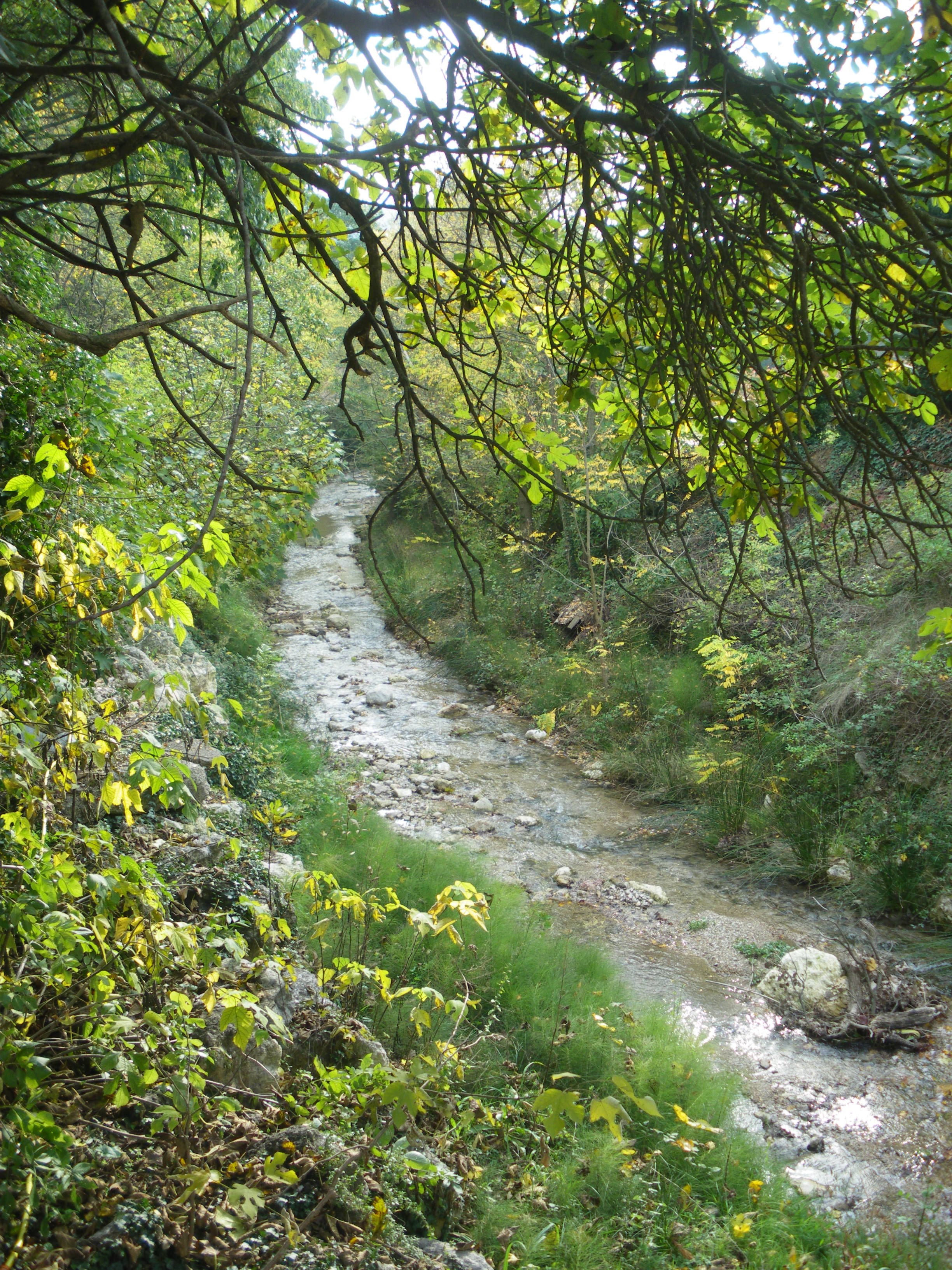
La Combe à Lafare.
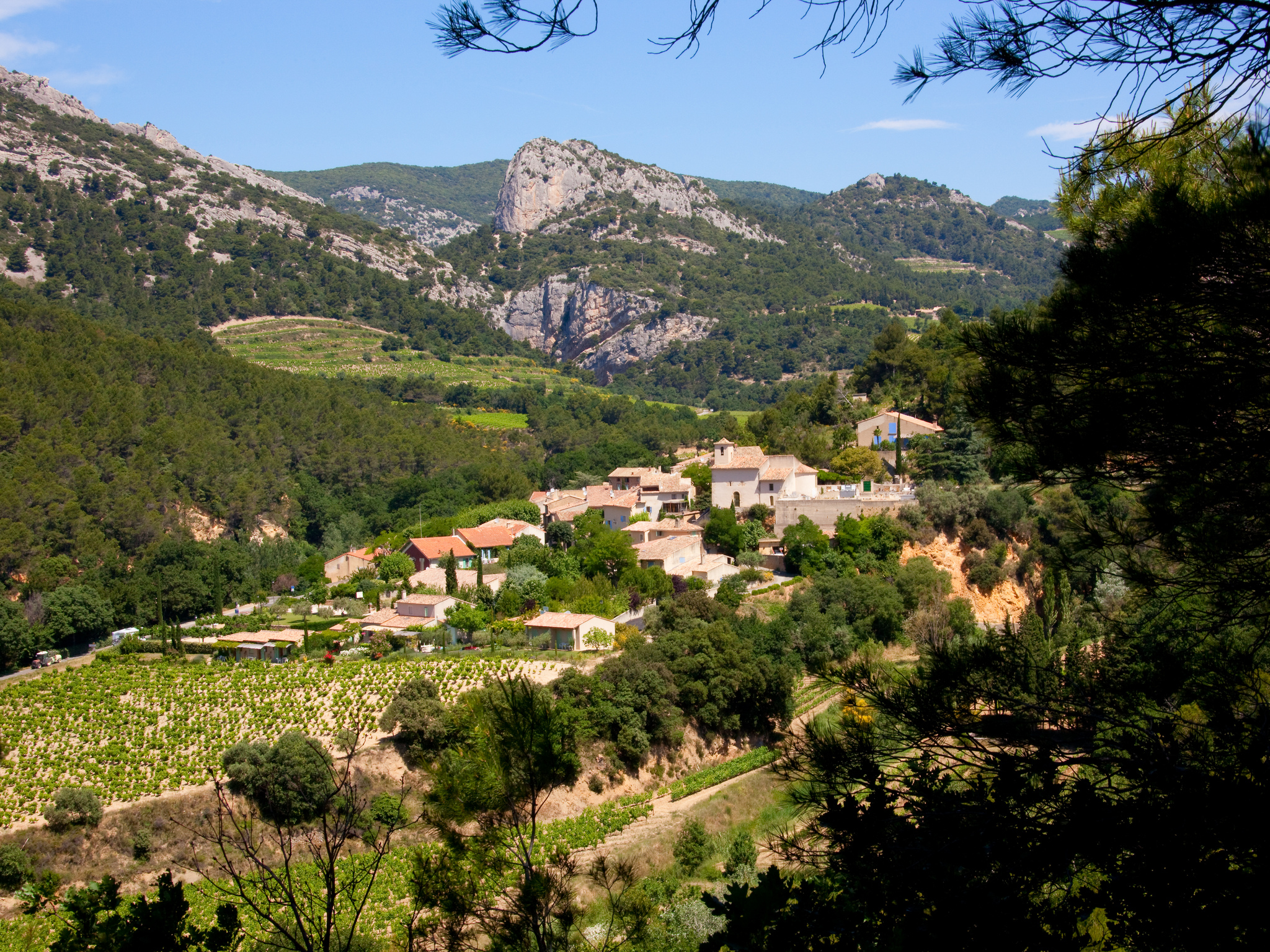
Lafare et ses vignes dans les Dentelles.

### Hydrographie et eaux souterraines
Cours d'eau sur la commune ou à son aval :
- Lafare est arrosée par une rivière qui a la particularité d'être salée : la Salette, ainsi que par un de ses affluents, la Combe ;
- ruisseaux de salette, la combe ;
- ravin du vallat de l'aiguille ;
- vallat de fenouillet.

Lafare dispose d'une station d'épuration d'une capacité de 220 équivalent-habitants.

### Sismicité
Les cantons de Bonnieux, Apt, Cadenet, Cavaillon, et Pertuis sont classés en Zone 3 : sismicité moderée. Tous les autres cantons du département de Vaucluse, dont celui de Carpentras auquel appartient la commune, sont classés en Zone 3 : sismicité moderée. Ce zonage correspond à une sismicité ne se traduisant qu'exceptionnellement par la destruction de bâtiments,.

### Climat
Pour des articles plus généraux, voir Climat de Provence-Alpes-Côte d'Azur et Climat de Vaucluse.
En 2010, le climat de la commune est de type climat méditerranéen franc, selon une étude du Centre national de la recherche scientifique s'appuyant sur une série de données couvrant la période 1971-2000. En 2020, Météo-France publie une typologie des climats de la France métropolitaine dans laquelle la commune est dans une zone de transition entre le climat de montagne et le climat méditerranéen et est dans la région climatique  Provence, Languedoc-Roussillon, caractérisée par une pluviométrie faible en été, un très bon ensoleillement (2 600 h/an), un été chaud (21,5 °C), un air très sec en été, sec en toutes saisons, des vents forts (fréquence de 40 à 50 % de vents > 5 m/s) et peu de brouillards. 
Pour la période 1971-2000, la température annuelle moyenne est de 13,7 °C, avec une amplitude thermique annuelle de 17 °C. Le cumul annuel moyen de précipitations est de 834 mm, avec 6,1 jours de précipitations en janvier et 3,3 jours en juillet. Pour la période 1991-2020, la température moyenne annuelle observée sur la station météorologique de Météo-France la plus proche, « Beaumont-Mt Serein », sur la commune de Beaumont-du-Ventoux à 10 km à vol d'oiseau, est de 7,0 °C et le cumul annuel moyen de précipitations est de 1 317,0 mm. 
La température maximale relevée sur cette station est de 33,4 °C, atteinte le 28 juin 2019 ; la température minimale est de −18 °C, atteinte le 5 février 2012,,. 
Les paramètres climatiques de la commune ont été estimés pour le milieu du siècle (2041-2070) selon différents scénarios d'émission de gaz à effet de serre à partir des nouvelles projections climatiques de référence DRIAS-2020. Ils sont consultables sur un site dédié publié par Météo-France en novembre 2022.

## Histoire

### Préhistoire et Antiquité
Si aucune trace d'occupation lors de la préhistoire n'a été encore trouvée, la présence autour de Saint-Christophe, de nombreuses poteries grises prouve que ce lieu servit de refuge, à la fin de l'Antiquité, lors de grandes invasions.

### Moyen Âge

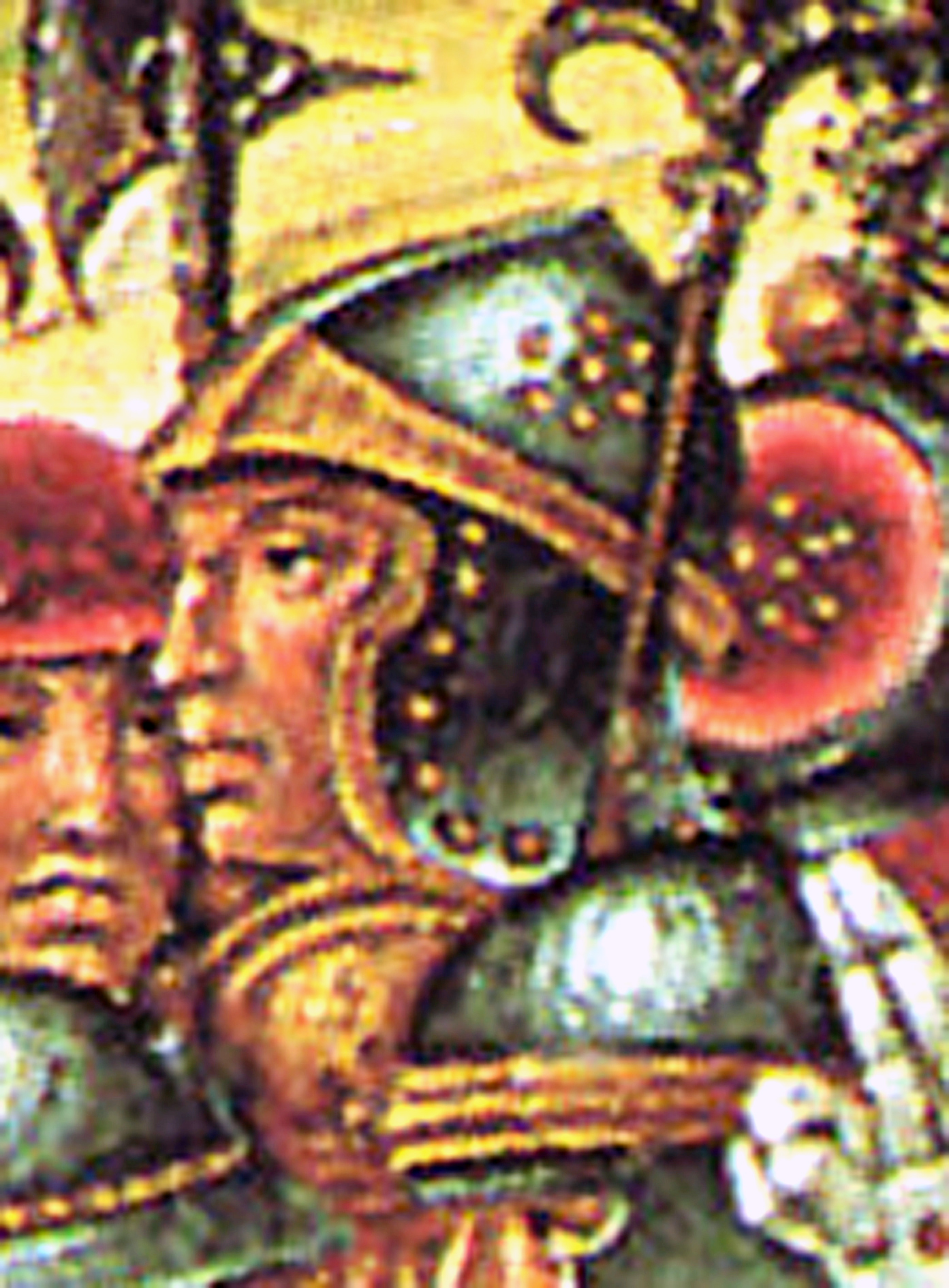
Raymond VIII de Turenne par Girolamo di Benvenuto.

Au XIIe siècle, l'abbaye Saint-André de Villeneuve-lès-Avignon y possédait deux églises, Saint-Christophe, et l’église paroissiale, dont elle percevait les revenus.
La seigneurie fut acquise en août 1246 par Pons Astouaud et Rostang de Libra pour la somme de 20 sols raymondins. Le village était alors à mi-côte sur la colline d'en face, où se situe toujours la chapelle Saint-Christophe. Ce fut là que Raymond de Turenne installa une partie de ses troupes en janvier 1396. La ville de Carpentras, menacée par cette présence, fait le siège de la ville par courtes périodes, avant de s’en emparer en août 1397. Le village est aussitôt détruit.

### Renaissance
Devenue déserte, cette seigneurie fut achetée le 9 septembre 1560, par Françoise de la Salle et son époux Jean de Lopis. Ils firent venir des colons par acte d'habitation et reconstruire un nouveau village autour de leur château.

### Période moderne
Le 12 août 1793 fut créé le département de Vaucluse, constitué des districts d'Avignon et de Carpentras, mais aussi de ceux d'Apt et d'Orange, qui appartenaient aux Bouches-du-Rhône, ainsi que du canton de Sault, qui appartenait aux Basses-Alpes.

### Période contemporaine
Vers 1914, l'on a essayé d'extraire le sel de la Salette mais sans succès commercial. Cette rivière peut avoir des débordements catastrophiques, ce fut le cas en 1992, lors de ce qui a été appelé les Inondations de Vaison, puisque la commune a été fortement touchée par la crue.

### Toponymie
Ce nom est attesté en 1253, sous la graphie de fara. Il s'agirait d'un toponyme d'origine lombarde fara, signifiant famille et passé au sens de domaine d'une famille.

### Héraldique
| Lafare | Les armes peuvent se blasonner ainsi : De gueules au château d'or, ouvert du champ, maçonné de sable, soutenu d'un loup passant aussi d'or. |

## Politique et administration
| Période | Période  | Identité        | Étiquette | Qualité |
| ------- | -------- | --------------- | --------- | ------- |
| 1991    | en cours | Jean-Paul Anres | UMP       |         |

La commune de Lafare, qui était du comtat Venaissin dans les états pontificaux en 1789, est passée dans le département de la Drôme en 1792, puis dans celui de Vaucluse en 1793, dans le district de Carpentras et le canton d'Aubignan puis en 1801 sous le nom de La Fare dans l'arrondissement d'Orange et le canton de Beaumes, devenu Beaumes-de-Venise en 1954.

### Budget et fiscalité 2017
En 2017, le budget de la commune était constitué ainsi :
- total des produits de fonctionnement : 138 000 €, soit 1 053 € par habitant ;
- total des charges de fonctionnement : 124 000 €, soit 949 € par habitant ;
- total des ressources d'investissement : 231 000 €, soit 1 765 € par habitant ;
- total des emplois d'investissement : 224 000 €, soit 1 706 € par habitant ;
- endettement : 235 000 €, soit 1 794 € par habitant.

Avec les taux de fiscalité suivants :
- taxe d'habitation : 7,31 % ;
- taxe foncière sur les propriétés bâties : 13,25 % ;
- taxe foncière sur les propriétés non bâties : 84,97 % ;
- taxe additionnelle à la taxe foncière sur les propriétés non bâties : 0,00 % ;
- cotisation foncière des entreprises : 0,00 %.

Chiffres clés Revenus et pauvreté des ménages en 2015 : médiane en 2015 du revenu disponible, par unité de consommation : 20 473 €.

### Intercommunalité
Commune membre de la Communauté d'agglomération Ventoux-Comtat Venaissin.

## Urbanisme

### Typologie
Au 1er janvier 2024, Lafare est catégorisée commune rurale à habitat dispersé, selon la nouvelle grille communale de densité à sept niveaux définie par l'Insee en 2022.
Elle est située hors unité urbaine et hors attraction des villes,.

### Occupation des sols
L'occupation des sols de la commune, telle qu'elle ressort de la base de données européenne d’occupation biophysique des sols Corine Land Cover (CLC), est marquée par l'importance des forêts et milieux semi-naturels (55,4 % en 2018), une proportion identique à celle de 1990 (55,4 %). La répartition détaillée en 2018 est la suivante : 
forêts (45,1 %), cultures permanentes (30,7 %), zones agricoles hétérogènes (13,9 %), milieux à végétation arbustive et/ou herbacée (10,4 %). L'évolution de l’occupation des sols de la commune et de ses infrastructures peut être observée sur les différentes représentations cartographiques du territoire : la carte de Cassini (XVIIIe siècle), la carte d'état-major (1820-1866) et les cartes ou photos aériennes de l'IGN pour la période actuelle (1950 à aujourd'hui).

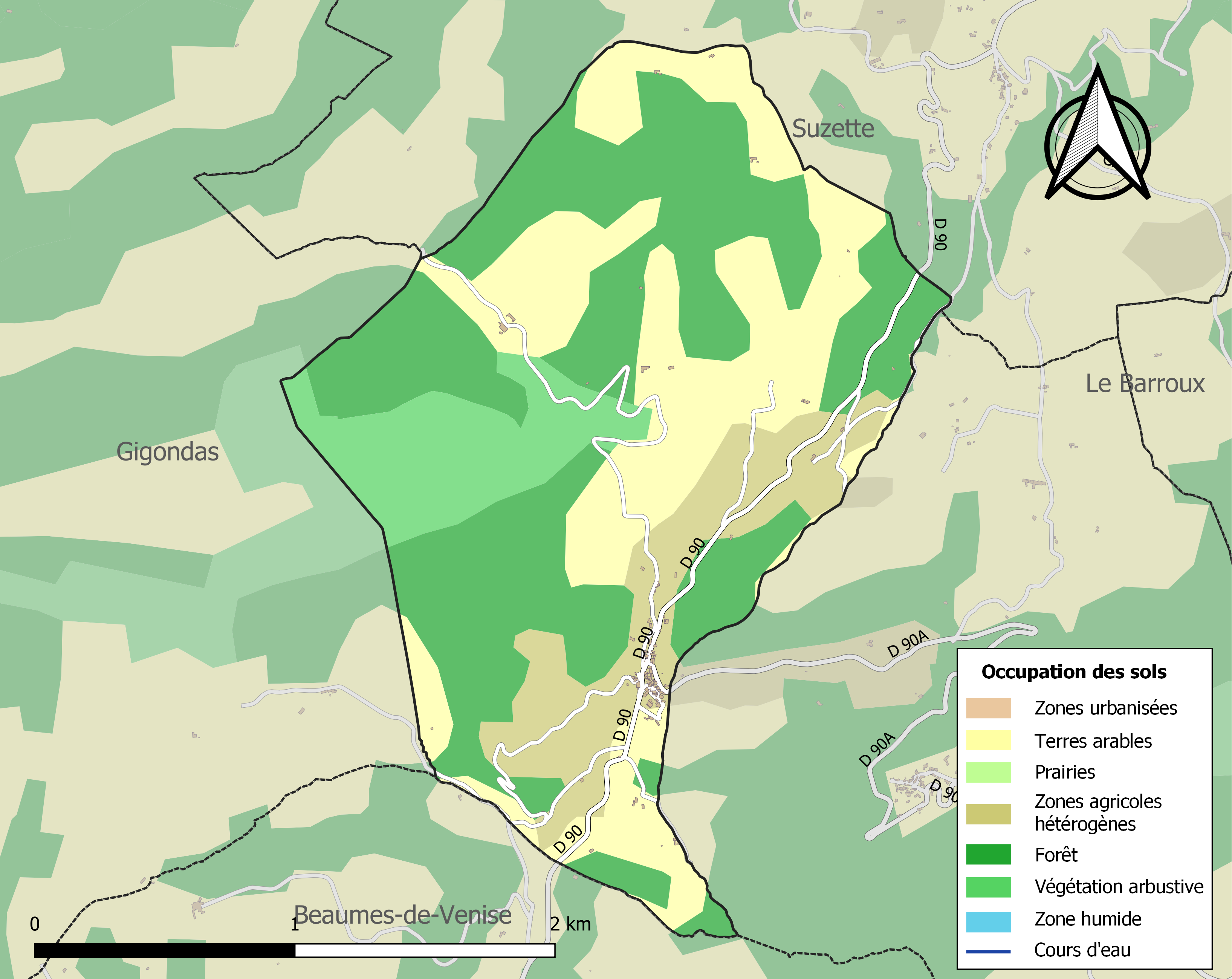
Carte des infrastructures et de l'occupation des sols de la commune en 2018 (CLC).

## Population et société

### Démographie

#### Évolution démographique
L'évolution du nombre d'habitants est connue à travers les recensements de la population effectués dans la commune depuis 1793. Pour les communes de moins de 10 000 habitants, une enquête de recensement portant sur toute la population est réalisée tous les cinq ans, les populations de référence des années intermédiaires étant quant à elles estimées par interpolation ou extrapolation. Pour la commune, le premier recensement exhaustif entrant dans le cadre du nouveau dispositif a été réalisé en 2007.

En 2022, la commune comptait 127 habitants, en évolution de +4,96 % par rapport à 2016 (Vaucluse : +1,73 %, France hors Mayotte : +2,11 %).
| 1793 | 1800 | 1806 | 1821 | 1831 | 1836 | 1841 | 1846 | 1851 |
| ---- | ---- | ---- | ---- | ---- | ---- | ---- | ---- | ---- |
| 162  | 184  | 149  | 213  | 180  | 150  | 160  | 177  | 186  |

| 1856 | 1861 | 1866 | 1872 | 1876 | 1881 | 1886 | 1891 | 1896 |
| ---- | ---- | ---- | ---- | ---- | ---- | ---- | ---- | ---- |
| 179  | 188  | 181  | 182  | 171  | 153  | 127  | 122  | 132  |

| 1901 | 1906 | 1911 | 1921 | 1926 | 1931 | 1936 | 1946 | 1954 |
| ---- | ---- | ---- | ---- | ---- | ---- | ---- | ---- | ---- |
| 115  | 107  | 111  | 97   | 74   | 92   | 88   | 70   | 81   |

| 1962 | 1968 | 1975 | 1982 | 1990 | 1999 | 2006 | 2007 | 2012 |
| ---- | ---- | ---- | ---- | ---- | ---- | ---- | ---- | ---- |
| 67   | 63   | 55   | 75   | 73   | 97   | 101  | 102  | 117  |

| 2017 | 2022 | - | - | - | - | - | - | - |
| ---- | ---- | - | - | - | - | - | - | - |
| 116  | 127  | - | - | - | - | - | - | - |

## Économie

### Entreprises et commerces

#### Agriculture

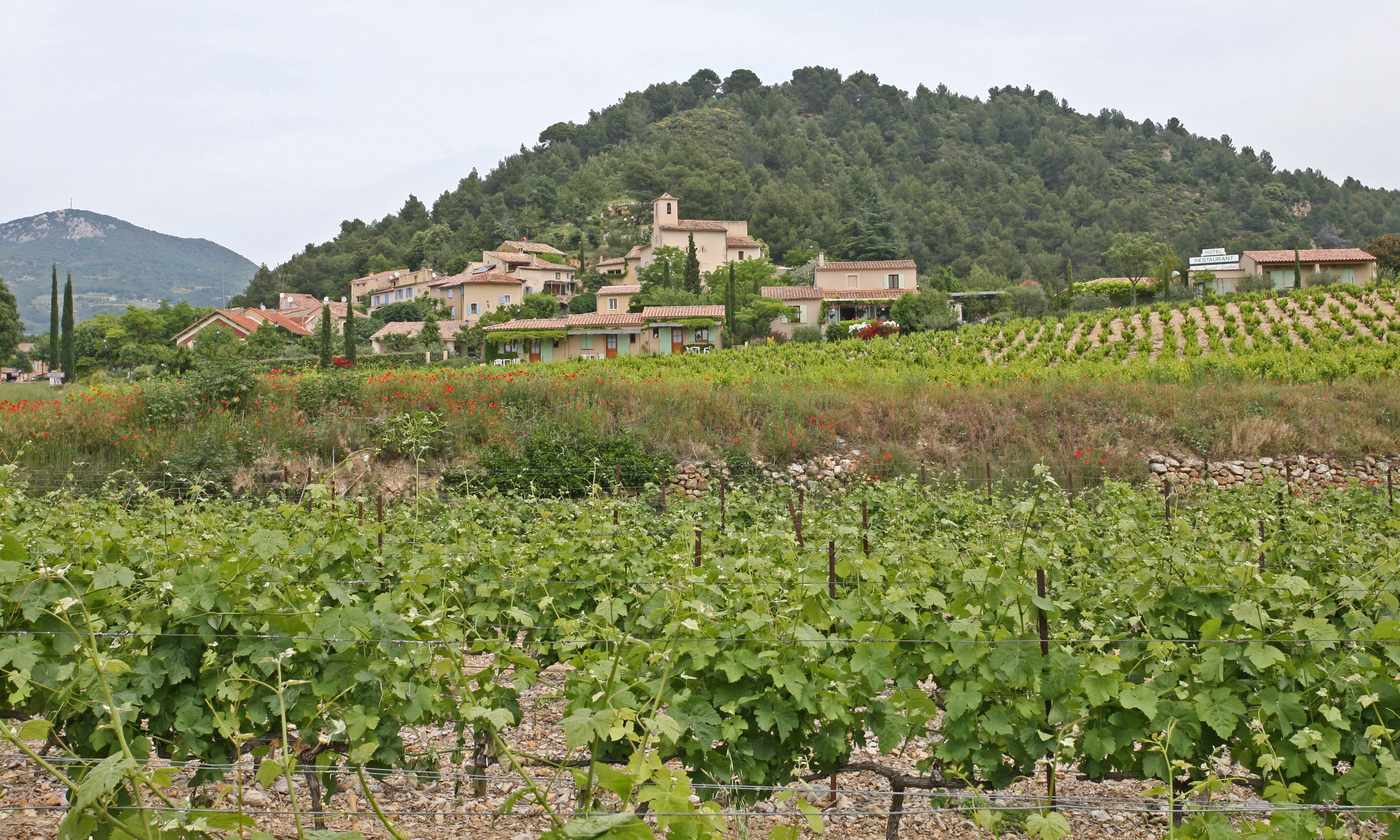
Le village et ses vignes.

On y produit des côtes-du-rhône, du beaumes-de-venise et du Muscat de Beaumes-de-Venise.

#### Tourisme
Le tourisme joue aussi un rôle dans l'économie local (motel).
- Gîtes d'étapes[31].
- Chambres d'hôtes[32].

#### Commerces

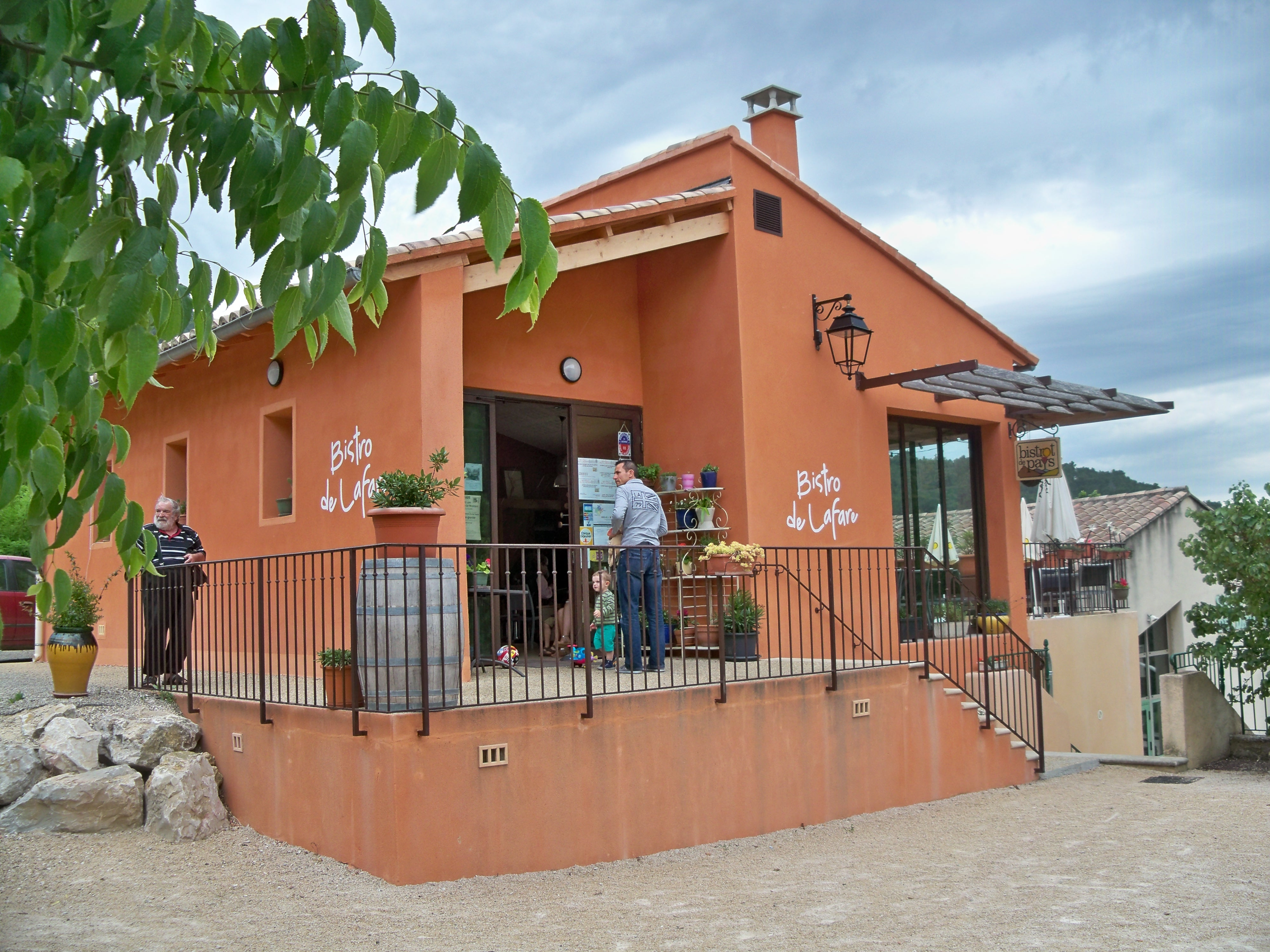
Bistrot de pays de Lafare sur la place du Château.

Un bistrot de Pays est ouvert depuis juin 2012, avec un service d'épicerie,.

## Vie locale

### Enseignement
Les collèges et lycées (classique ou d'enseignement professionnel) se trouvent sur Vaison-la-Romaine, Carpentras et Orange.

### Cultes
- Culte catholique, Aubignan, La Roque Alric, Beaumes de Venise[36], Diocèse d'Avignon.

### Sports
Le cadre des dentelles de Montmirail est propice aux randonnées pédestres, cyclotouristiques et à VTT, ainsi qu'à la pratique de l'escalade.

### Santé
Les spécialistes, hôpitaux et cliniques se trouvent sur Vaison-la-Romaine, Carpentras et Orange.

### Écologie et recyclage
Collecte et traitement des déchets des ménages et déchets assimilés et protection et mise en valeur de l'environnement dans le cadre de la communauté d'agglomération Ventoux-Comtat Venaissin.

## Lieux et monuments
- Chapelle romane Saint-Christophe de Lafare, au pied des Dentelles de Montmirail.
- Église paroissiale Saint-Christophe-et-Saint-Sixte de Lafare[38].
- Plaque Monument aux morts dans le cimetière[39].
- Fontaine à cuve monolithique[40],[41].

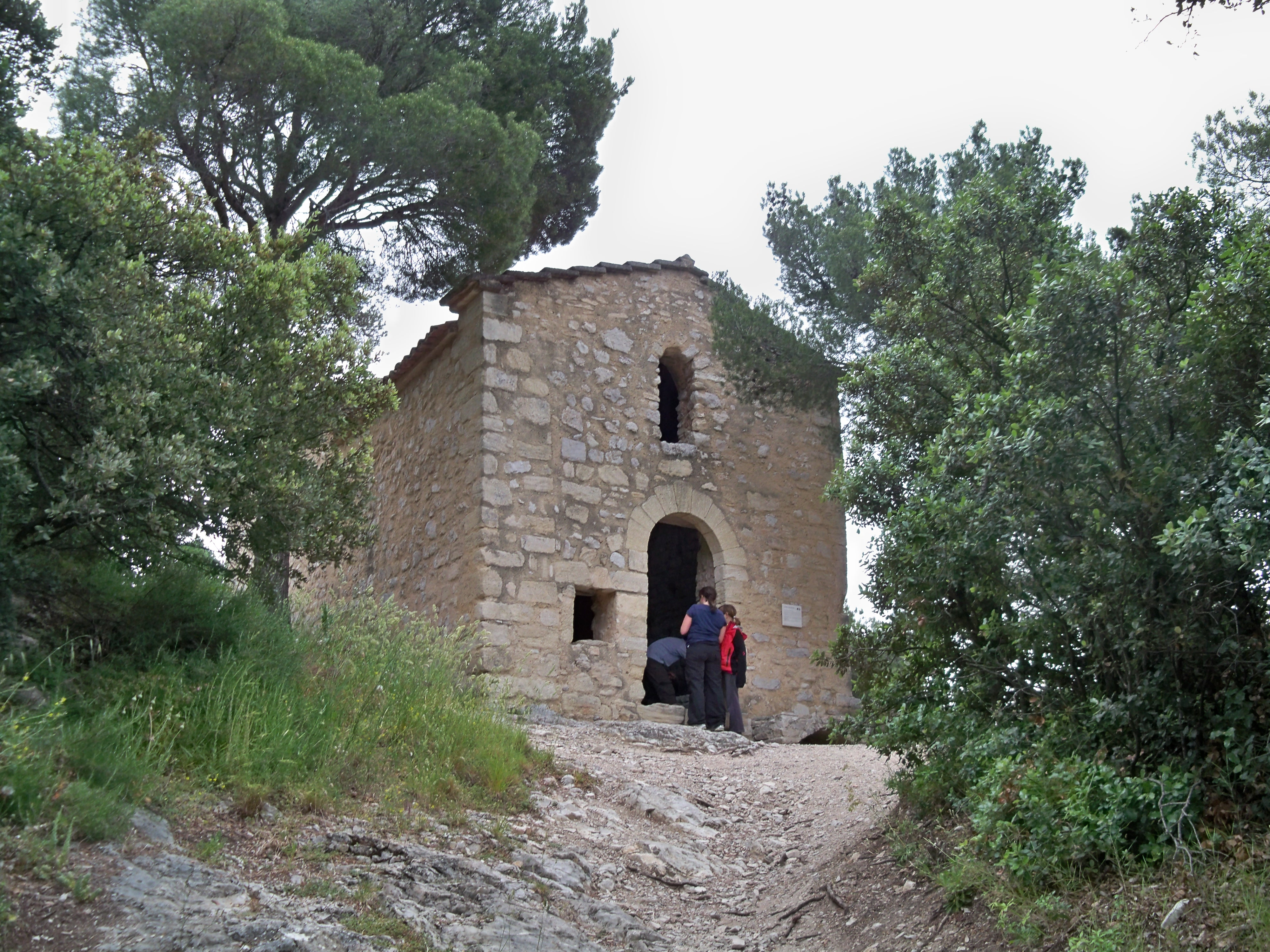
Chapelle Saint-Christophe de Lafare.
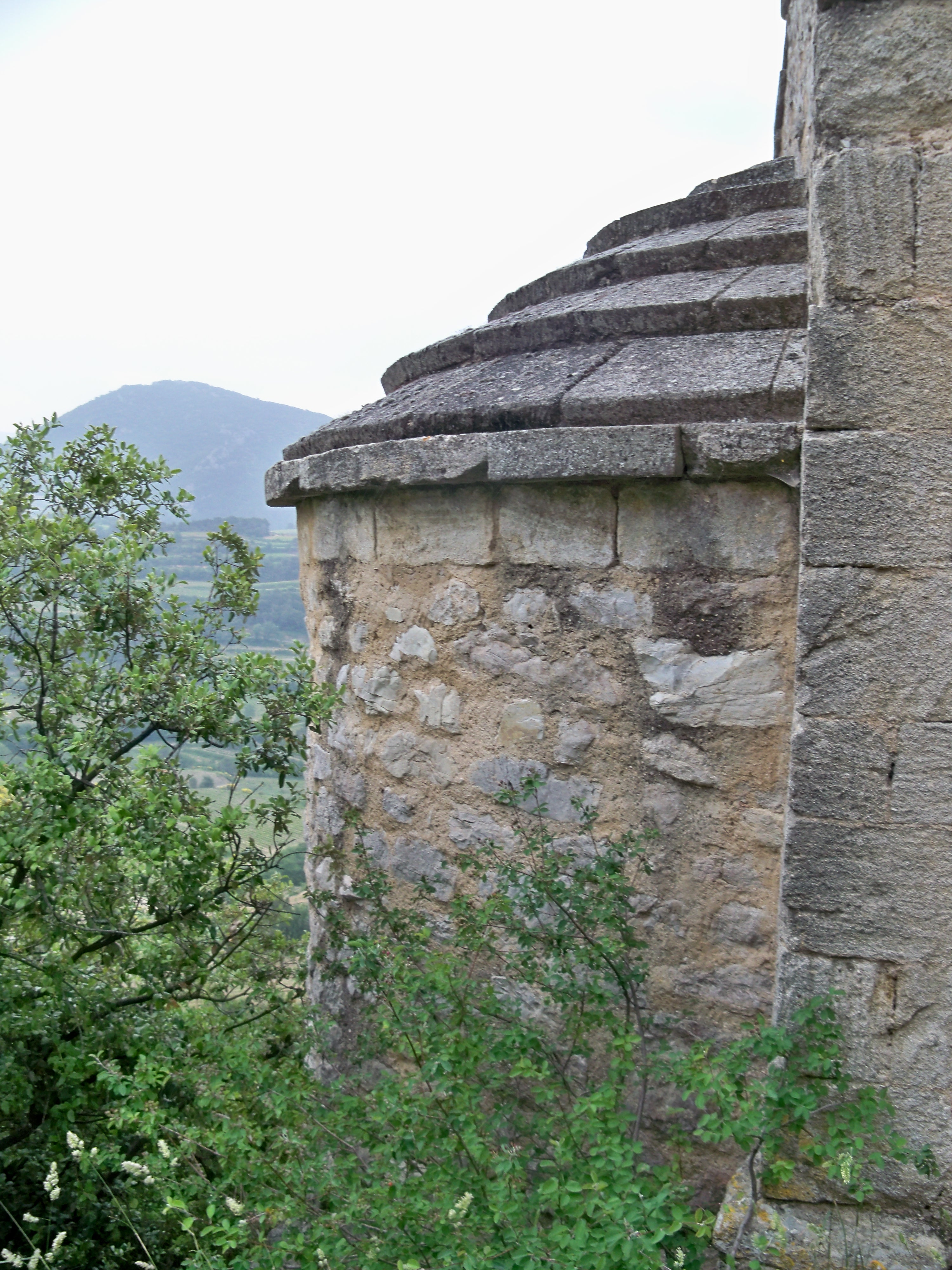
Abside de Saint-Christophe recouverte de lauses.
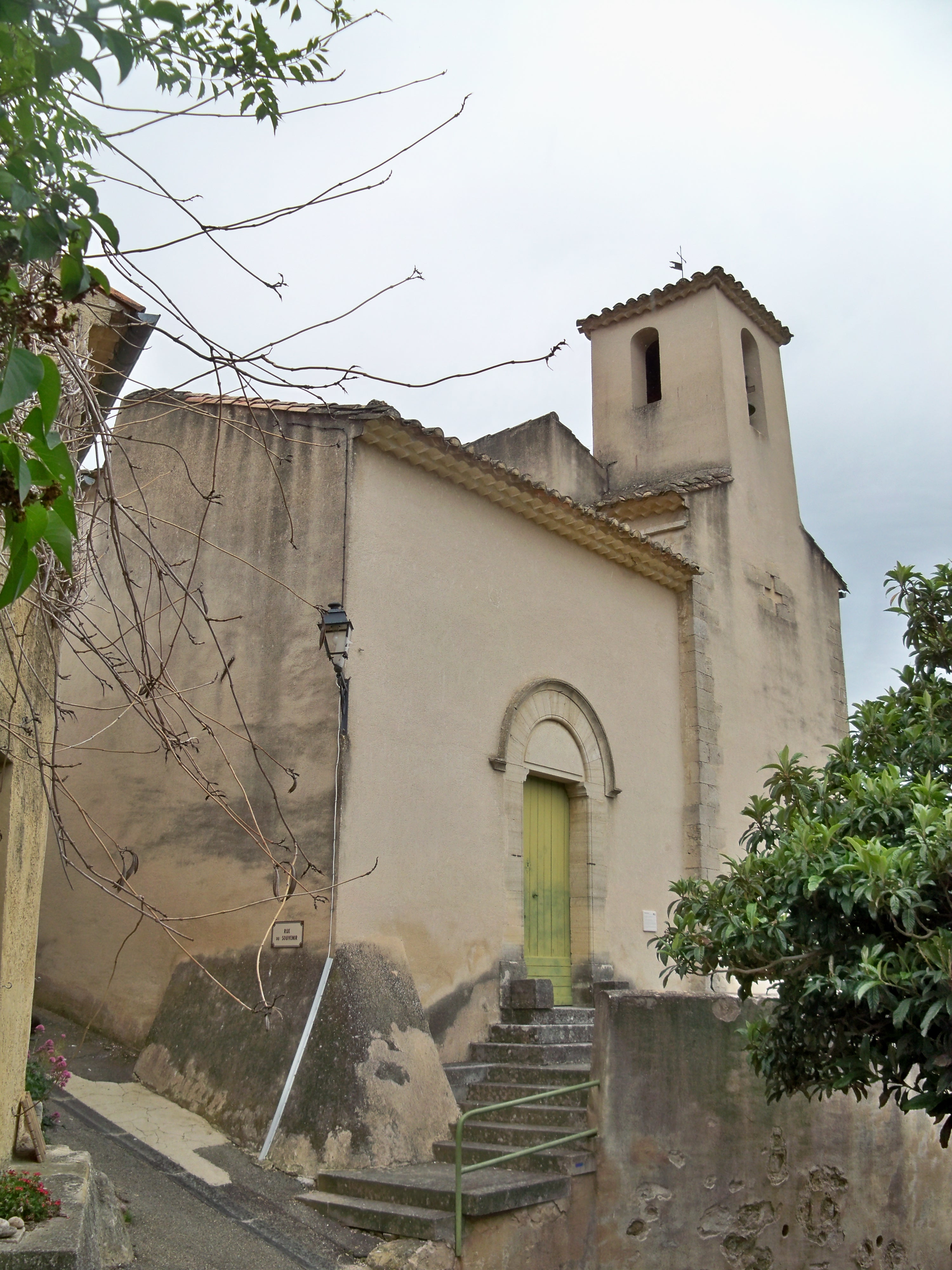
Église Saint-Sixte.
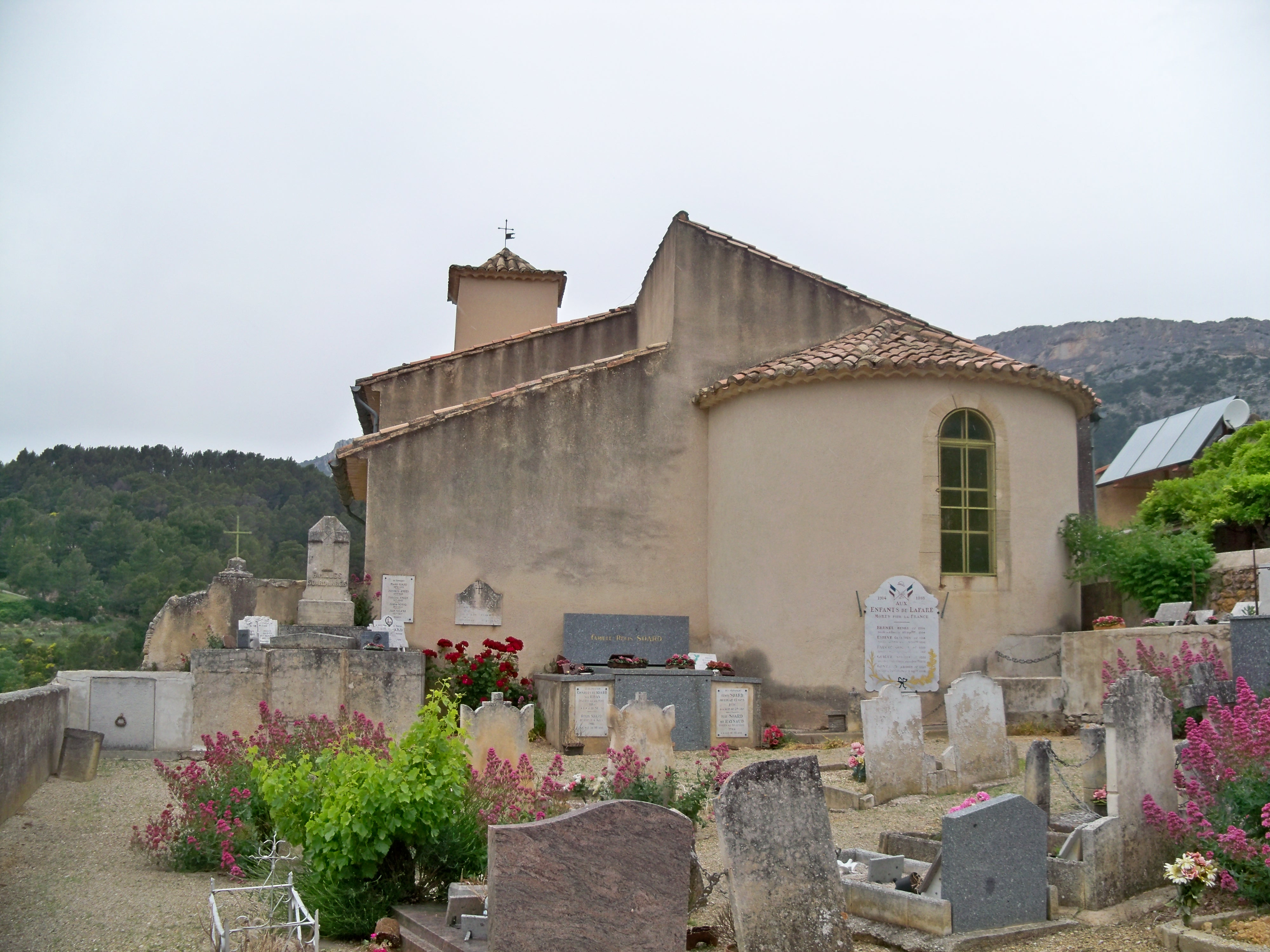
Cimetière et abside de Saint-Sixte.

## Personnalités liées à la commune
- Elzéar Genêt a été le prieur de Lafare. Ce chanoine de la collégiale Saint-Agricol d'Avignon s'est rendu célèbre en composant pour la Cour de Louis XIII, puis en devenant chapelain-chantre de la chapelle pontificale de Jules II à Rome[42].